# Chaînée-des-Coupis
La Chaînée-des-Coupis redirige ici.
Chaînée-des-Coupis (localement La Chaînée-des-Coupis) est une commune française située dans le département du Jura, dans la région culturelle et historique de Franche-Comté et la région administrative Bourgogne-Franche-Comté.

## Géographie
La commune est située dans un maillage de villages reliés par des rues qui traversent de nombreuses parcelles agricoles et boisées parsemées de nombreux étangs. Le village commune est composé principalement de quelques maisons réparties le long d'une artère principale nord-ouest/sud-est, la « Grande rue » dont des arêtes aboutissent en cul-de-sac dans des champs au sud-ouest et dans une zone boisée au nord-est. Cette artère relie le village de Pleure au sud-est à une fourche au nord-ouest qui par le nord mène au village de Gatey et par le nord-ouest mène à la départementale 468 également appelée route de Lons-le-Saunier. Cette zone est délimitée par la départementale 468 à l'ouest, la départementale 469 au nord et la départementale 475 à l'est. La départementale 468 et 475 se rejoignent au sud-est au niveau de l'autoroute 39.
La commune est à 19,2 km au sud de Dole et à 30,9 km au nord de Lons-le-Saunier. Les autres grandes villes sont Dijon au nord, Genève au sud-est et Lyon au sud.

### Climat
Pour des articles plus généraux, voir Climat de la Bourgogne-Franche-Comté et Climat du département du Jura.
En 2010, le climat de la commune est de type climat des marges montargnardes, selon une étude du Centre national de la recherche scientifique s'appuyant sur une série de données couvrant la période 1971-2000. En 2020, Météo-France publie une typologie des climats de la France métropolitaine dans laquelle la commune est exposée à un climat semi-continental et est dans la région climatique Bourgogne, vallée de la Saône, caractérisée par un bon ensoleillement (1 900 h/an), un été chaud (18,5 °C), un air sec au printemps et en été et des vents faibles.
Pour la période 1971-2000, la température annuelle moyenne est de 10,5 °C, avec une amplitude thermique annuelle de 17,3 °C. Le cumul annuel moyen de précipitations est de 1 005 mm, avec 12 jours de précipitations en janvier et 8,5 jours en juillet. Pour la période 1991-2020, la température moyenne annuelle observée sur la station météorologique de Météo-France la plus proche, « Colonne », sur la commune de Colonne à 11 km à vol d'oiseau, est de 11,7 °C et le cumul annuel moyen de précipitations est de 1 170,0 mm. 
La température maximale relevée sur cette station est de 40,3 °C, atteinte le 7 août 2003 ; la température minimale est de −18 °C, atteinte le 12 janvier 1987,,.
Les paramètres climatiques de la commune ont été estimés pour le milieu du siècle (2041-2070) selon différents scénarios d'émission de gaz à effet de serre à partir des nouvelles projections climatiques de référence DRIAS-2020. Ils sont consultables sur un site dédié publié par Météo-France en novembre 2022.

## Urbanisme

### Typologie
Au 1er janvier 2024, Chaînée-des-Coupis est catégorisée commune rurale à habitat dispersé, selon la nouvelle grille communale de densité à sept niveaux définie par l'Insee en 2022.
Elle est située hors unité urbaine. Par ailleurs la commune fait partie de l'aire d'attraction de Dole, dont elle est une commune de la couronne,. Cette aire, qui regroupe 87 communes, est catégorisée dans les aires de 50 000 à moins de 200 000 habitants,.

### Occupation des sols
L'occupation des sols de la commune, telle qu'elle ressort de la base de données européenne d’occupation biophysique des sols Corine Land Cover (CLC), est marquée par l'importance des territoires agricoles (90,8 % en 2018), une proportion identique à celle de 1990 (90,8 %). La répartition détaillée en 2018 est la suivante : 
terres arables (50 %), zones agricoles hétérogènes (40,8 %), zones urbanisées (5,9 %), forêts (3,3 %). L'évolution de l’occupation des sols de la commune et de ses infrastructures peut être observée sur les différentes représentations cartographiques du territoire : la carte de Cassini (XVIIIe siècle), la carte d'état-major (1820-1866) et les cartes ou photos aériennes de l'IGN pour la période actuelle (1950 à aujourd'hui).

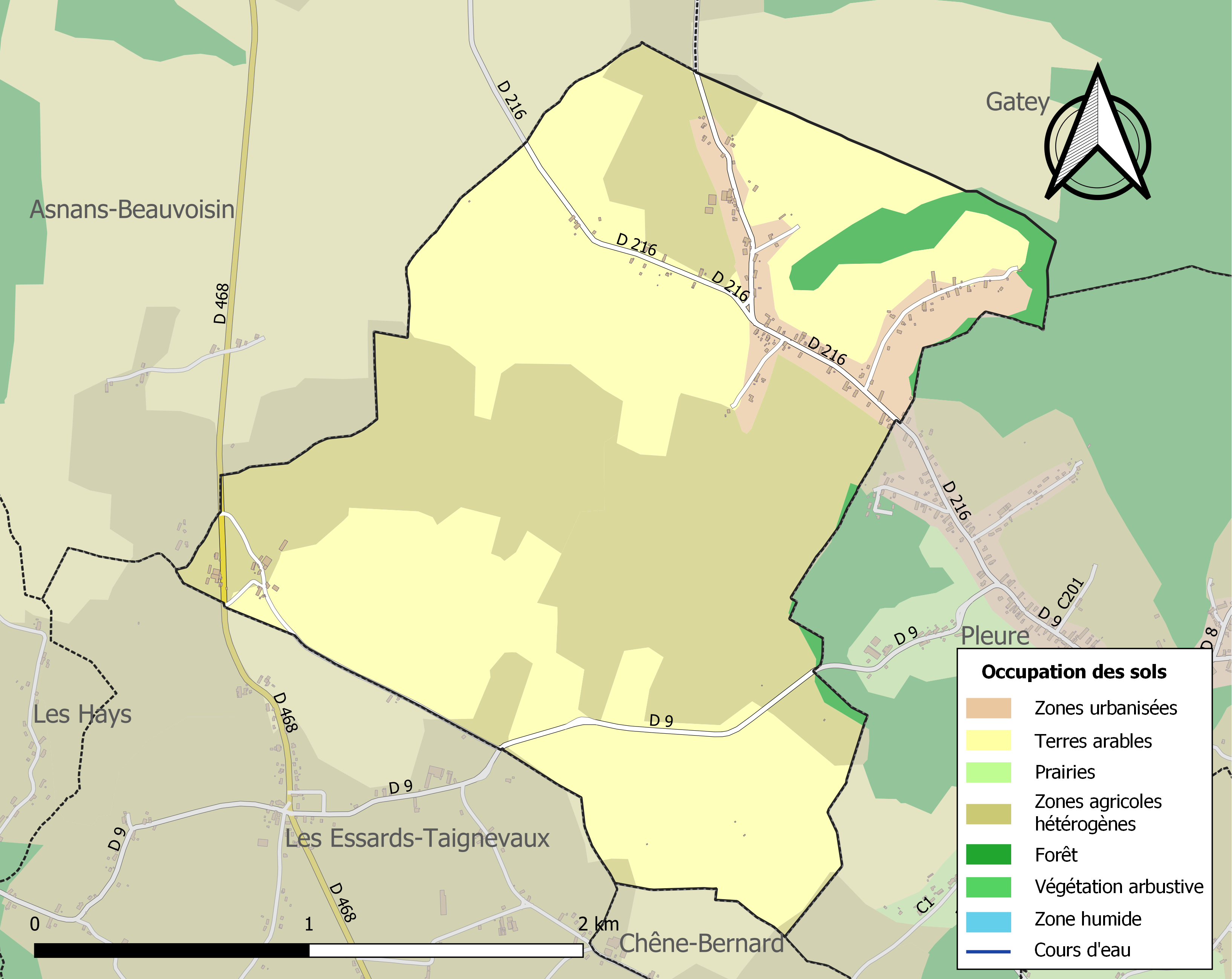
Carte des infrastructures et de l'occupation des sols de la commune en 2018 (CLC).

## Toponymie
Le toponyme Chaînée-des-Coupis est issu du gaulois cassanos signifiant chêne.

## Politique et administration
| Période    | Période                    | Identité        | Étiquette | Qualité |
| ---------- | -------------------------- | --------------- | --------- | ------- |
| avant 1988 | ?                          | Hubert Prost    | PS        |         |
| 2001       | 2014                       | Claude Bourges  |           | maire   |
| 2014       | En cours (au octobre 2023) | Yannick Arragon |           | maire   |

## Démographie
L'évolution du nombre d'habitants est connue à travers les recensements de la population effectués dans la commune depuis 1793. Pour les communes de moins de 10 000 habitants, une enquête de recensement portant sur toute la population est réalisée tous les cinq ans, les populations de référence des années intermédiaires étant quant à elles estimées par interpolation ou extrapolation. Pour la commune, le premier recensement exhaustif entrant dans le cadre du nouveau dispositif a été réalisé en 2004.

En 2022, la commune comptait 185 habitants, en évolution de +2,78 % par rapport à 2016 (Jura : −0,81 %, France hors Mayotte : +2,11 %).
| 1793 | 1800 | 1806 | 1821 | 1831 | 1836 | 1841 | 1846 | 1851 |
| ---- | ---- | ---- | ---- | ---- | ---- | ---- | ---- | ---- |
| 154  | 151  | 149  | 192  | 203  | 234  | 232  | 235  | 239  |

| 1856 | 1861 | 1866 | 1872 | 1876 | 1881 | 1886 | 1891 | 1896 |
| ---- | ---- | ---- | ---- | ---- | ---- | ---- | ---- | ---- |
| 240  | 233  | 236  | 207  | 228  | 222  | 216  | 233  | 229  |

| 1901 | 1906 | 1911 | 1921 | 1926 | 1931 | 1936 | 1946 | 1954 |
| ---- | ---- | ---- | ---- | ---- | ---- | ---- | ---- | ---- |
| 219  | 217  | 200  | 168  | 172  | 158  | 157  | 124  | 137  |

| 1962 | 1968 | 1975 | 1982 | 1990 | 1999 | 2004 | 2006 | 2009 |
| ---- | ---- | ---- | ---- | ---- | ---- | ---- | ---- | ---- |
| 139  | 125  | 112  | 119  | 125  | 138  | 151  | 154  | 185  |

| 2014 | 2019 | 2022 | - | - | - | - | - | - |
| ---- | ---- | ---- | - | - | - | - | - | - |
| 181  | 184  | 185  | - | - | - | - | - | - |

## Culture locale et patrimoine

### Lieux et monuments
- Etangs;
- Marais du Mou de Pleure;
- Ferme bressane en torchis.

Début 2017, la commune est « réputée sans clochers ».